# 西阿森斯 (加利福尼亞州)
西阿森斯（英語：West Athens）是位於美國加利福尼亞州洛杉磯縣的一個人口普查指定地區。

## 地理
西阿森斯的座標為33°55′21″N 118°18′04″W / 33.92250°N 118.30111°W，而該地最高點為海拔高度58米（即190英尺）。

## 人口
根據2010年美國人口普查的數據，西阿森斯的面積為3.461平方千米，當中陸地面積為3.461平方千米，而水域面積為0.000平方千米。當地共有人口8729人，而人口密度為每平方千米2,522人。